# Orasemorpha varidentata
Orasemorpha varidentata is een vliesvleugelig insect uit de familie Eucharitidae. De wetenschappelijke naam is voor het eerst geldig gepubliceerd in 1936 door Girault.